# کینجو
کینجو (به ژاپنی: 近習 きんじゅ、きんじゅう、きんしゅう); خدمت نزدیک به ارباب است. یا به شخصی که خدمت می‌کند اشاره دارد. کلمه ای اصلاح شده از «کینشیفو». مترادف‌ها و کلمات مرتبط عبارتند از: کینجوبان kinjuban - کینزای kinzai - کینجو شو kinzai , kin jushu و غیره.